# Future Wars
Future Wars, noto con i sottotitoli Time Travellers (Europa) o Adventures In Time (America), è un'avventura grafica sviluppata e prodotta da Delphine Software International nel 1989. Nelle versioni originali per Amiga e Atari ST, la parte grafica è stata curata da Éric Chahi, mentre il design e la programmazione sono di Paul Cuisset.

## Modalità di gioco
Future Wars è dotato di una interfaccia punta-e-clicca: con il tasto sinistro ci si può muovere, mentre con il destro si possono selezionare diverse azioni (usa, esamina, accendi, raccogli e per aprire l'inventario), e sfrutta il motore grafico Cinematique, realizzato per questo titolo e in seguito usato in versione aggiornata in Cruise for a corpse.